# Пханган
Пханган, також Панган, Ко Панган, Ко Пха-Нган (тай. เกาะพะงัน) — острів у Сіамській затоці, належить до провінції Сураттхані, Таїланд. Широко відомий завдяки щомісячній вечірці «Full Moon Party», що проводиться на ньому. Популярний у бекпекерів та сучасних хіпі.

## Географія
Ко Панган є частиною архіпелагу Самуй, до якого відносяться ще два великі острови Ко Самуй і Ко Тау, а також безліч дрібніших островів.
На острові переважає гориста місцевість, більшість якої покрита тропічними лісами. Є кілька невеликих водоспадів. Частина острова використовується під сільське господарство та кокосові плантації. Береги переважно скелясті, але є бухти та піщані пляжі.
- Площа — 125 км кв.[3].
- Орієнтовний периметр острова 40 км.
- Найвищою точкою острова є гора Кхао Ра, 630 метрів.
- Відстань до материка — близько 55 км.
- Найближчі острови / відстань Самуй (15 км), Тау (35 км).
- Головне місто — Тонгсала[en] ).

## Клімат
- Січень. 24-29 °C, 144,5 мм опадів
- Лютий. 25-30 °C, 33 мм опадів
- Березень. 26-31 °C, 50 мм опадів
- Квітень. 26-32 °C, 86 мм опадів
- Травень. 26-32 °C, 157 мм опадів
- Червень. 26-32 °C, 93 мм опадів
- Липня. 25-32 °C, 131 мм опадів
- Серпень. 25-32 °C, 102 мм опадів
- Вересень. 25-31 °C, 113 мм опадів
- Жовтень. 25-31 °C, 266 мм опадів
- Листопад. 24-29 °C, 526 мм опадів
- Грудень. 24-29 °C, 203 мм опадів.

## Історія острова
Назва Ко Панган походить від слова «нган», що означає бар (мілину) в тайському південному діалекті, через наявність великої кількості мілин вздовж берега.
Панган довгий час вважався улюбленим островом короля Рами V, який він відвідав 14 разів за час свого правління.
Бронзовий барабан донгшонської культури (500—100 до н. е.(наша ера)) знайдений на Самуї в 1977 свідчить про заселення Самуї і Пангана 2000 років тому. Деякі історики припускають, що першими переселенцями були морські кочівники мокен, які прибули з Малайського півострова.
В останні століття населення острова планомірно збільшувалася за рахунок рибальського промислу та вирощування кокосів, які досі є великою складовою локальної економіки. До 1970-х років на острові відбувався видобуток олова, який згодом занепав і дав місце туризму як основному напрямку розвитку Пангана.
Зважаючи на горбисту та важкопрохідну місцевість населення острова розподілено вздовж узбережжя. Більш ніж половина Пангана виділена під національні парки, на території яких знаходиться незаймана тропічна природа з унікальною флорою та фауною.

## Адміністративний поділ

### Центральний поділ
Ко Пан-ган разом із Ко Тао і кількома другорядними островами утворює район/округ (ампхе) Ко Пха-Нган (148 км2). Округ ділиться на три підрайони / підокруги (тамбона), які далі поділяються на 17 адміністративних поселень (мубана).
| #  | Назва     | Тайська  | Села | Чисельність |
| -- | --------- | -------- | ---- | ----------- |
| 1. | Ко Панган | เกาะพะงัน | 8    | 10,094      |
| 2. | Бан Тай   | บ้านใต้    | 6    | 4,865       |
| 3. | Ко Тао    | เกาะเต่า  | 3    | 2,357       |

### Місцевий поділ
В окрузі є чотири підокруги (тамбони) муніципалітету:
- Ко Пха-Нган (тайська: เทศบาลตำบลเกาะพะงัน) складається з частин підкругів Ко Пха-Нган і Бан Тай.
- Пхет Пха-Нган (тайська: เทศบาลตำบลเพชรพะงัน) складається з підкругу Ко Пха-Нган.
- Бан Тай (тайська: เทศบาลตำบลบ้านใต้) складається з підокругу бан Тай.
- Ко Тао (тайська: เทศบาลตำบลเกาะเต่า) складається з підокругу Ко Тао.

## Сполучення з материком
Між материком, прилеглими островами та Ко Панганом організовано поромне сполучення з Самуї, 3 портами в Сураттхані та 1 у Чумпхоні. Центральний порт знаходиться в районі Тонгсала, 1 невеликий порт знаходиться в районі Хаад Рін, звідки можна попливти на сусідній острів Самуй. Основні компанії здійснюють перевезення: Seatran Discovery, Lomprayah, Raja Ferry, Hadrin Queen, Nighboat та Songserm.
Переправу на острів із автотранспортом здійснює компанія Raja Ferry Port.

## Транспорт на острові
Основний транспорт, що використовується на острові — мотоцикли та моторолери. Більшість доріг бетонні, двосмугові. Частково перебувають у поганому стані — дороги проходять через гори і часто мають сильний ухил та піщане покриття, що розмивається зливами. Місцеві тук-туки здебільшого відрізняються від використовуваних у столиці Таїланду Бангкок і являють собою пікапи, обладнані дахом і лавами.
На деякі пляжі острова дістатися можна лише пішки або човном.

## Храми
Острів вважається духовним місцем із чималою кількістю буддистських храмів, а також процвітаючими приватними ретрітами та медитаційними центрами.
- Chinese Temple (Китайський храм)
- Wat Paa Sang Tham
- Wat Samai Kongka
- Wat Maduea Wan
- Wat Pho & Herbal Sauna
- Wat Phu Khao Noi
- Wat Ampawa
- Wat Chaloklum
- Храм Серафима Саровського

У деяких можливе проходження віпасани.

## Туризм
Родзинкою острова є заповідна природа, недороге житло, доступна їжа та численні піщані пляжі, з яких відкривається унікальний вид на схід та захід сонця.
Острів згаданий у фільмі " Пляж " з Леонардо Дікапріо як «Ко Паньян». У фільмі також згадано центральне місто острова Тонгсала.

## Нічне життя
Нічне життя острова Панган справило сильний вплив на розвиток туризму завдяки регулярним вечіркам з місцевими та міжнародними запрошеними діджеями.
Вечірка «Full Moon Party» («Вечірка Повного Місяця») — популярний фестиваль танцювальної музики, який проводиться на пляжі Хаад Рін щомісяця у повний місяць. Захід заснований на популярному жанрі EDM, а кількість відвідувачів може досягати десятків тисяч людей.

## Освіта

### Тайські школи
На острові Панган є близько 10 тайських шкіл для дітей. Навчання безкоштовне, але учні повинні говорити та писати тайською мовою.

### Школи для іноземців
Є кілька приватних навчальних закладів, що належать Британській національній навчальній програмі.

## Екологічна ситуація
Станом на 2018 рік острів приймає близько 458 000 відвідувачів на рік, які разом із місцевими жителями генерують близько 7300 тонн твердих відходів на рік. Відбувається неочищене скидання стічних вод що, зокрема, загрожує кораловим рифам.
Острів також активно займається органічним стійким сільським господарством та виробляє велику кількість органічних фруктів, овочів, добрив, репелентів від комах та багато іншого.

## Галерея

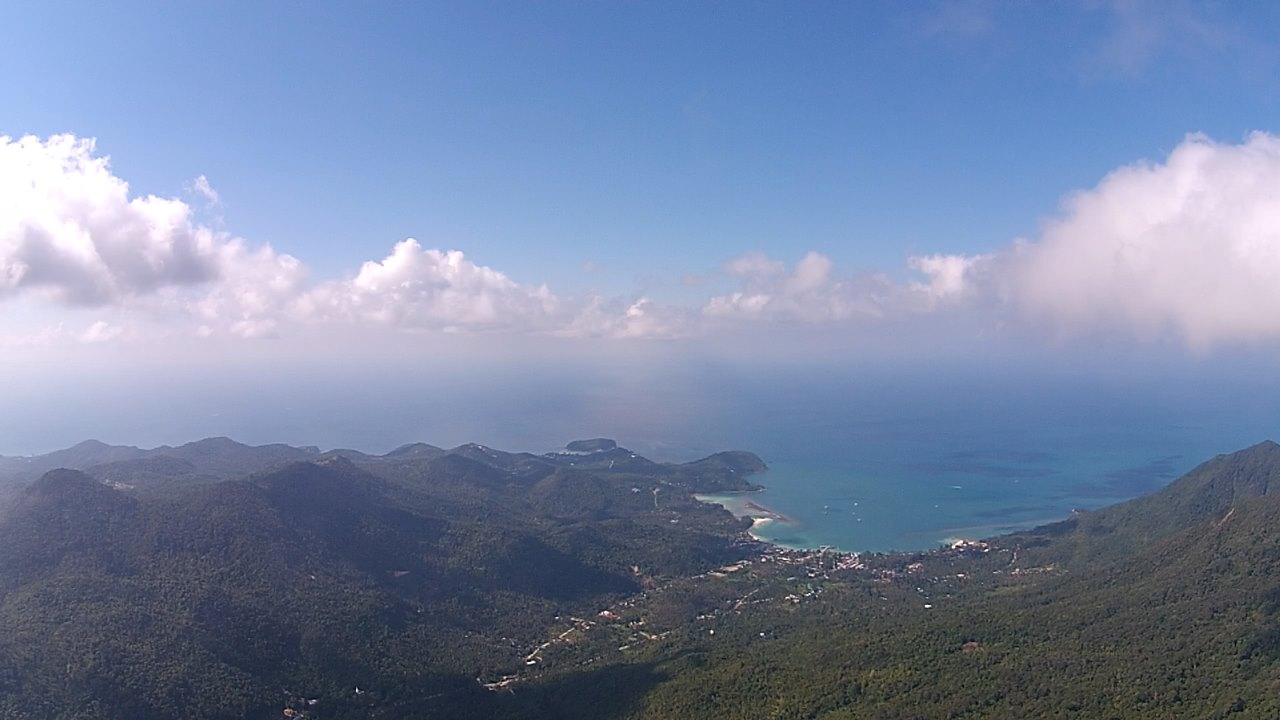
вид зверху на село Чалоклам
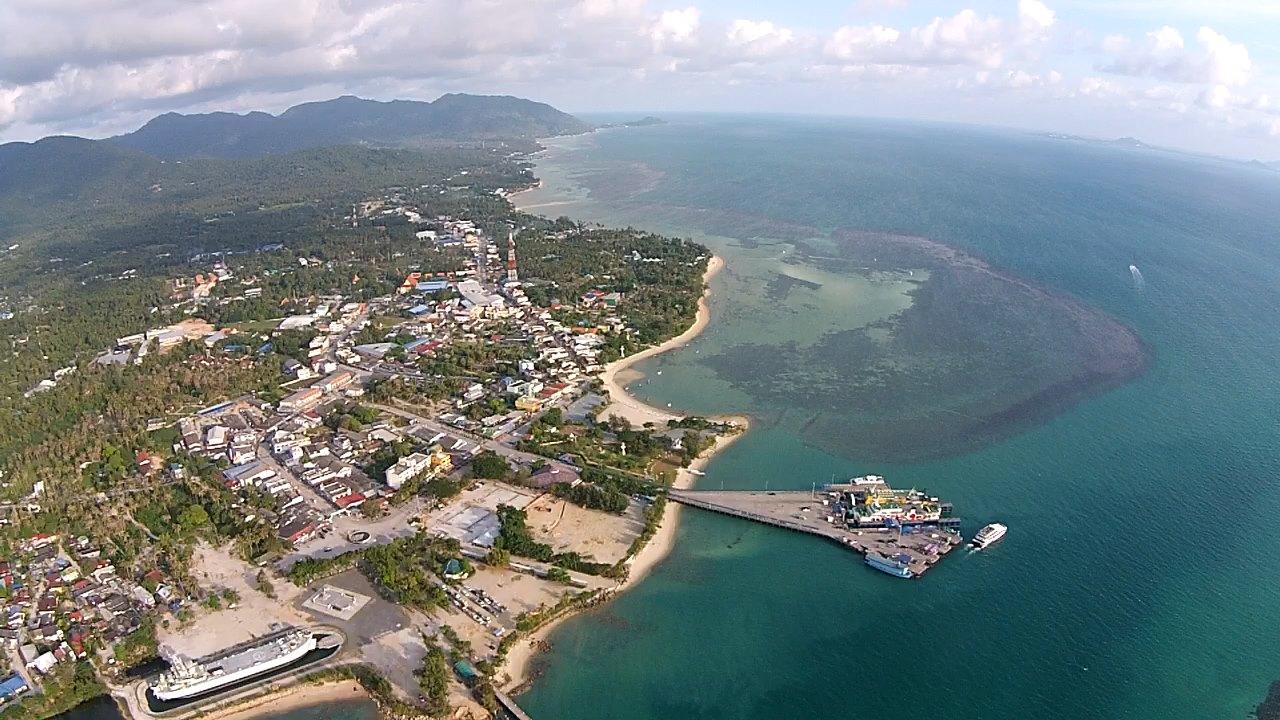
Пірс та село Thong Sala
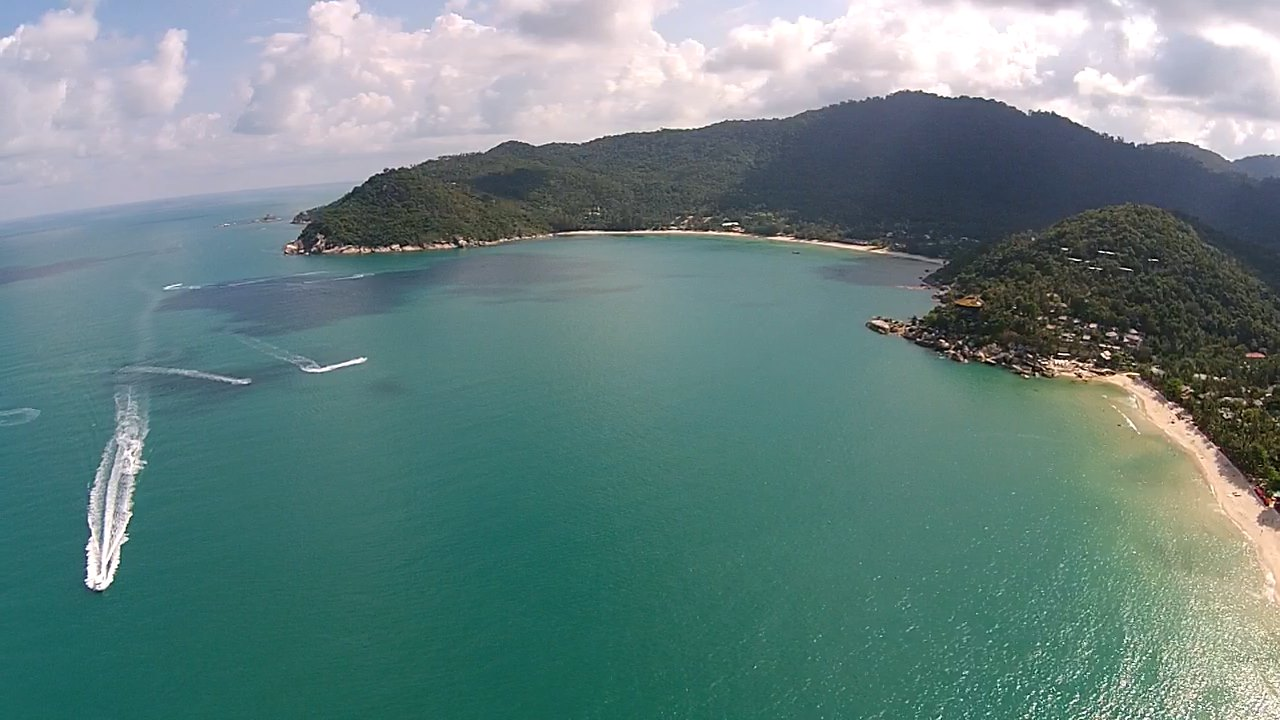
Затока Thong Nai Pan
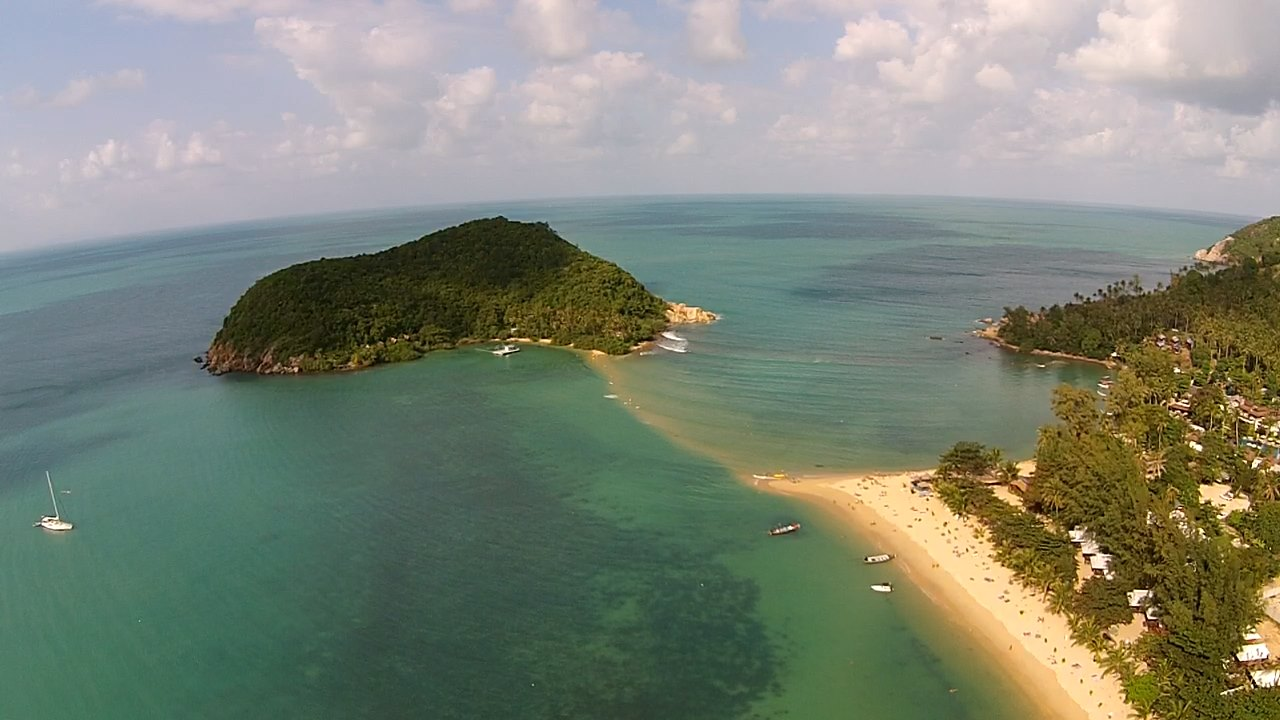
Пляж Mae Haad та острівець Koh Ma у приплив
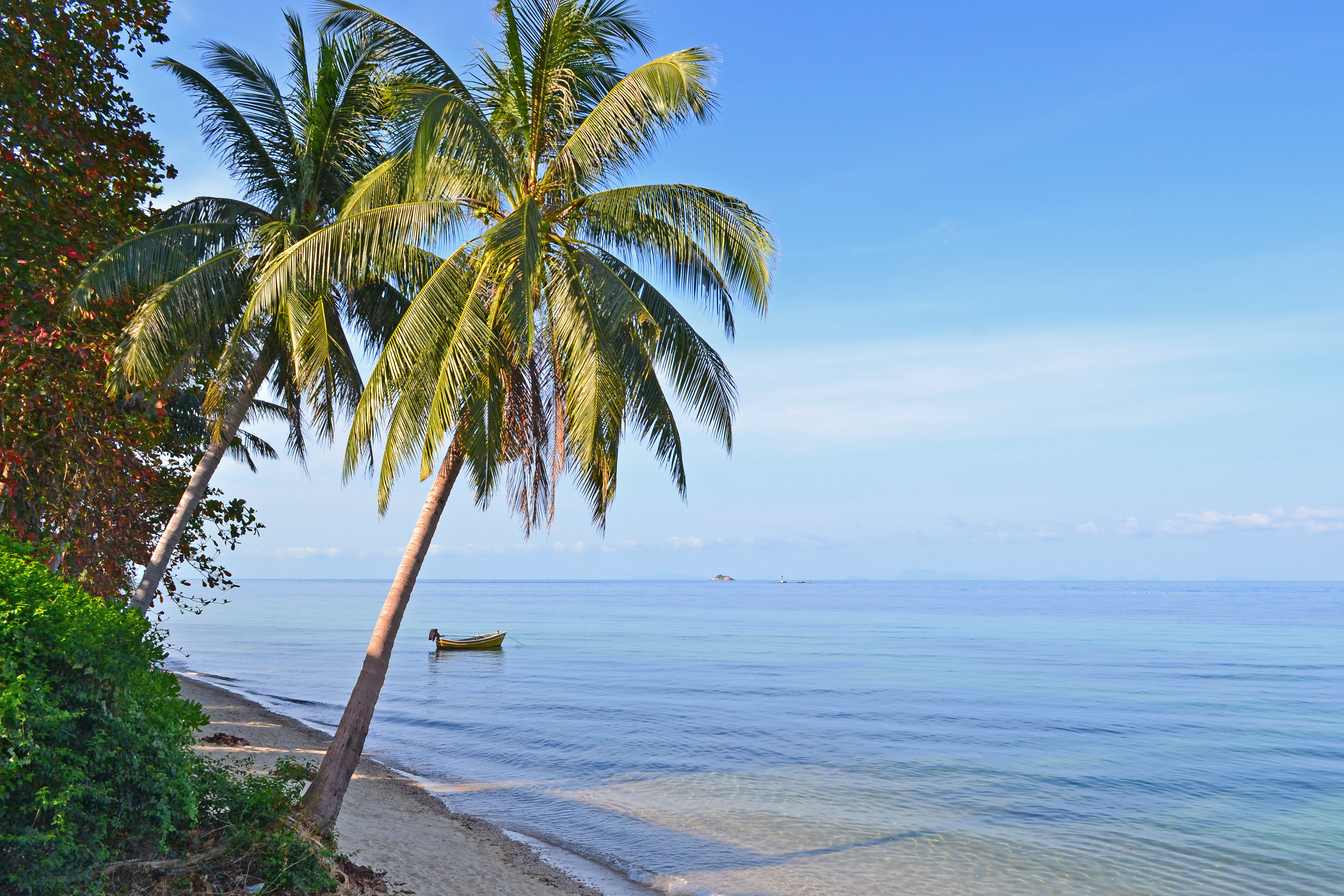
пляж Чао Пао
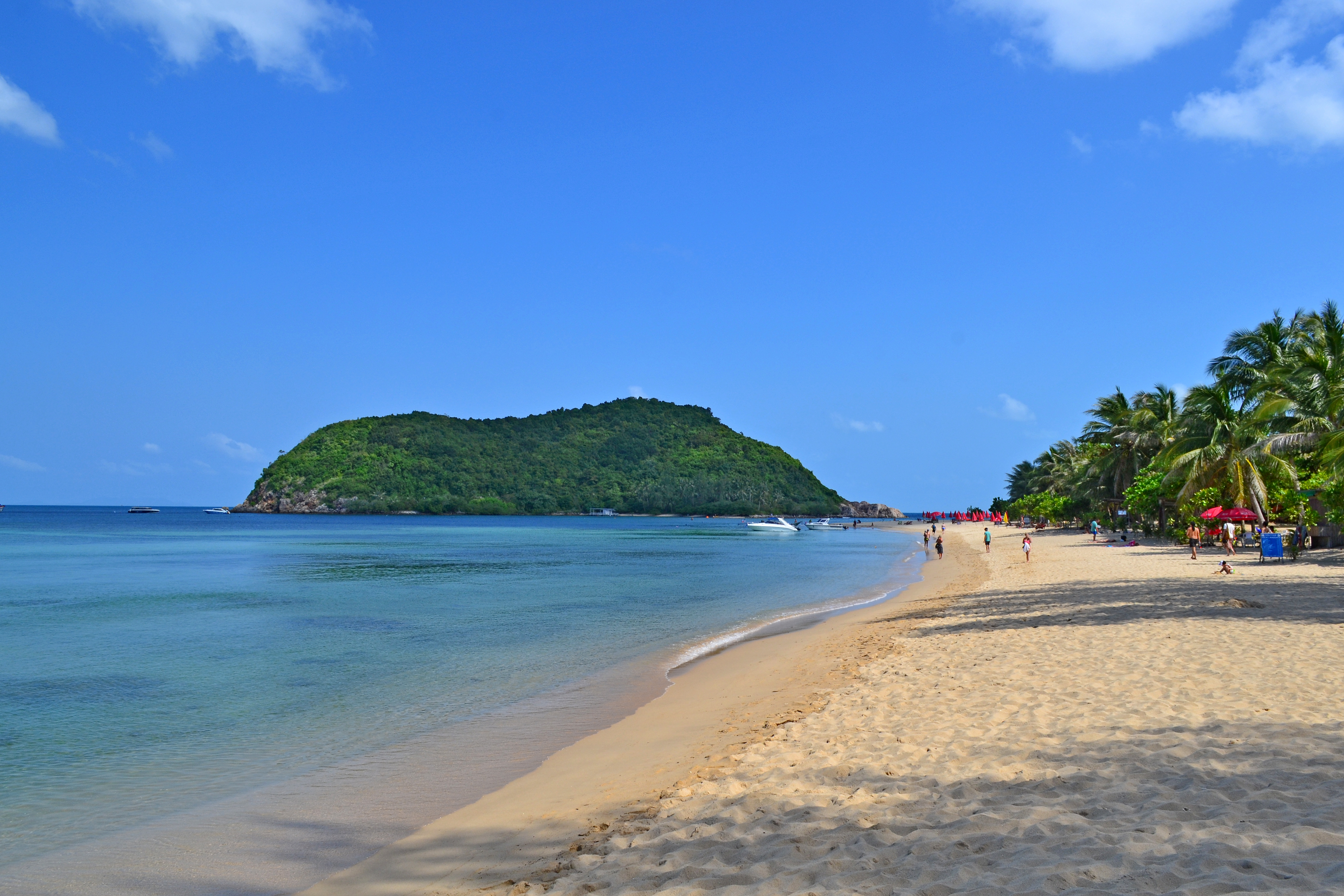
пляж Мае Хаад
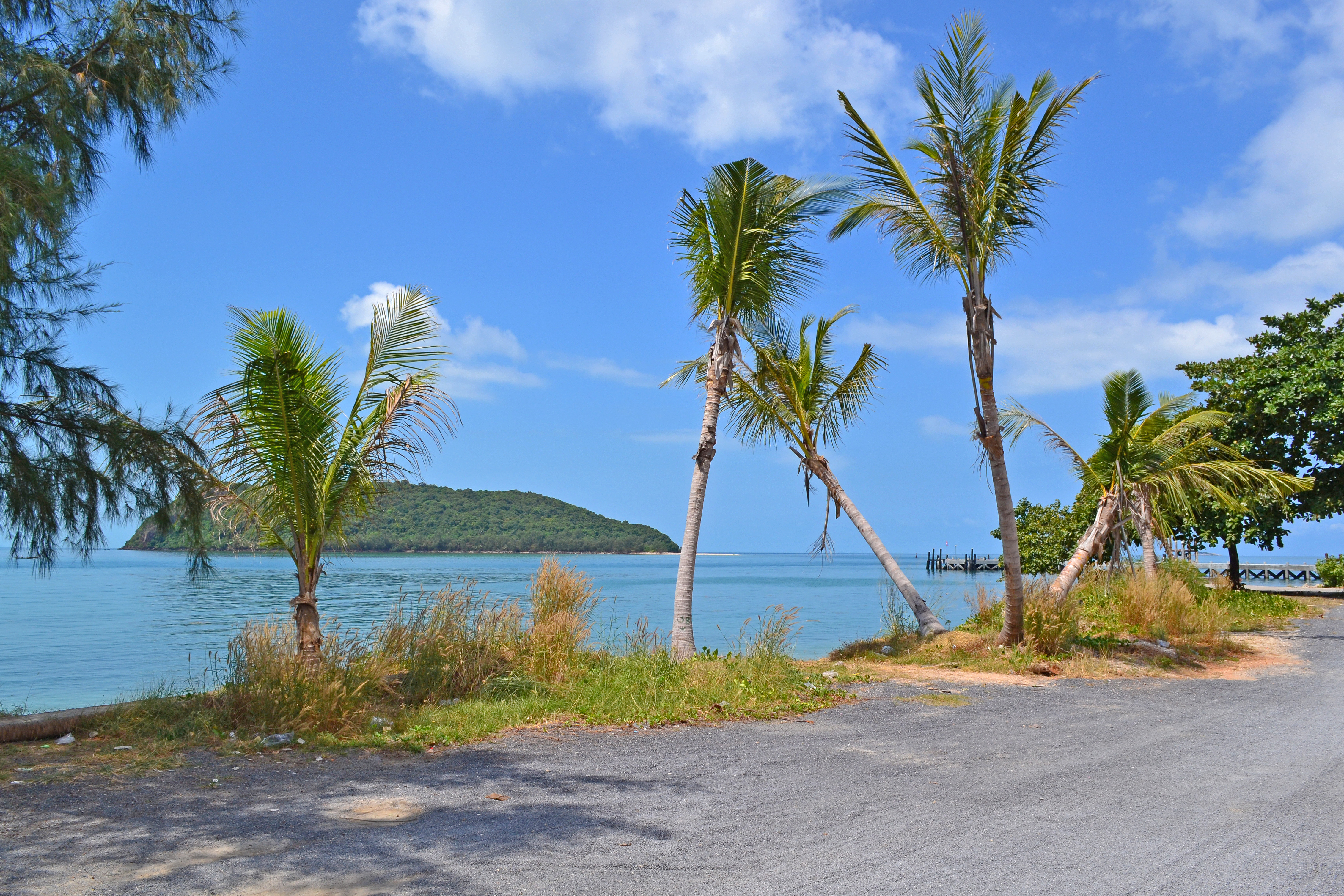
пристань Тонг Сала
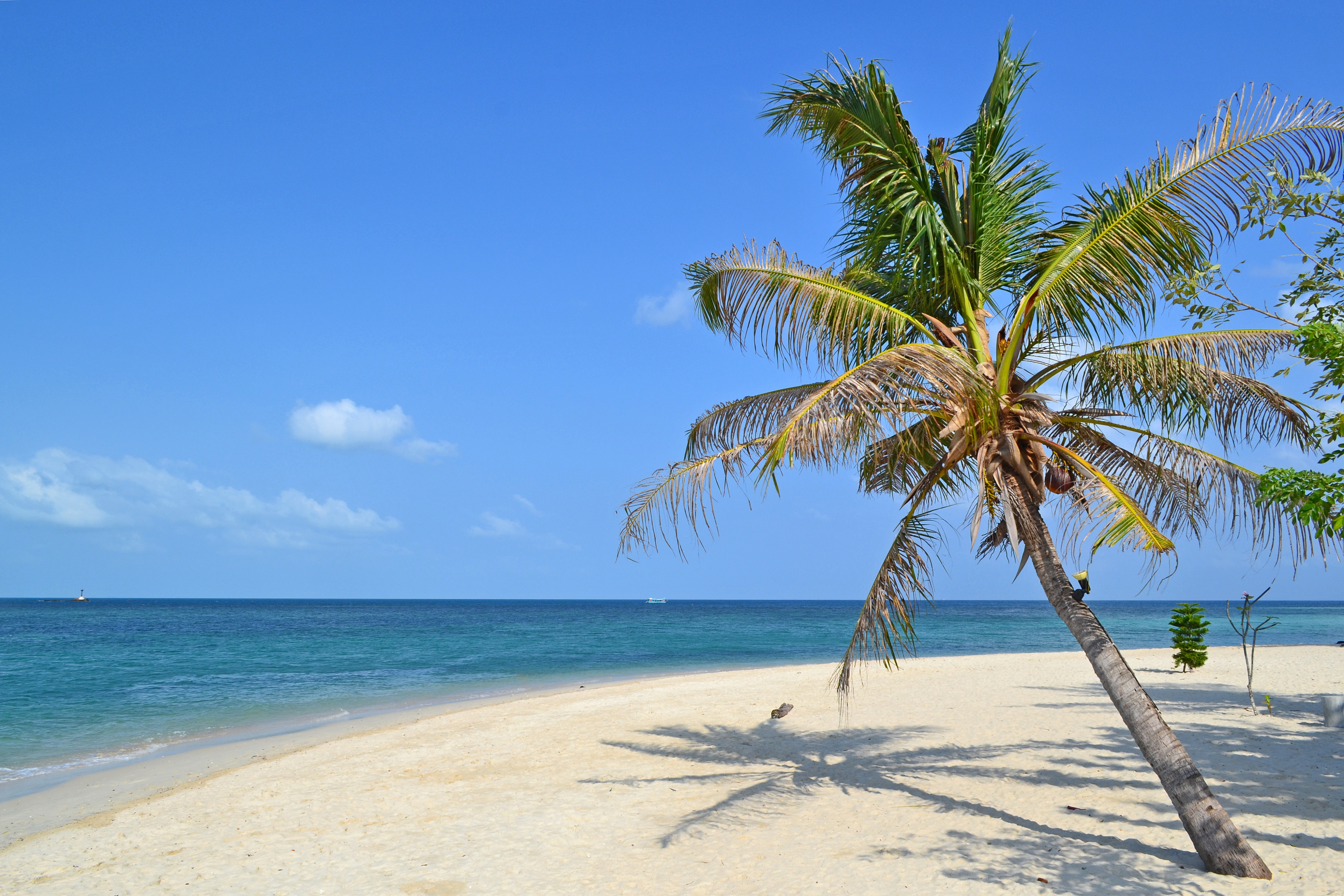
пляж Шрітану
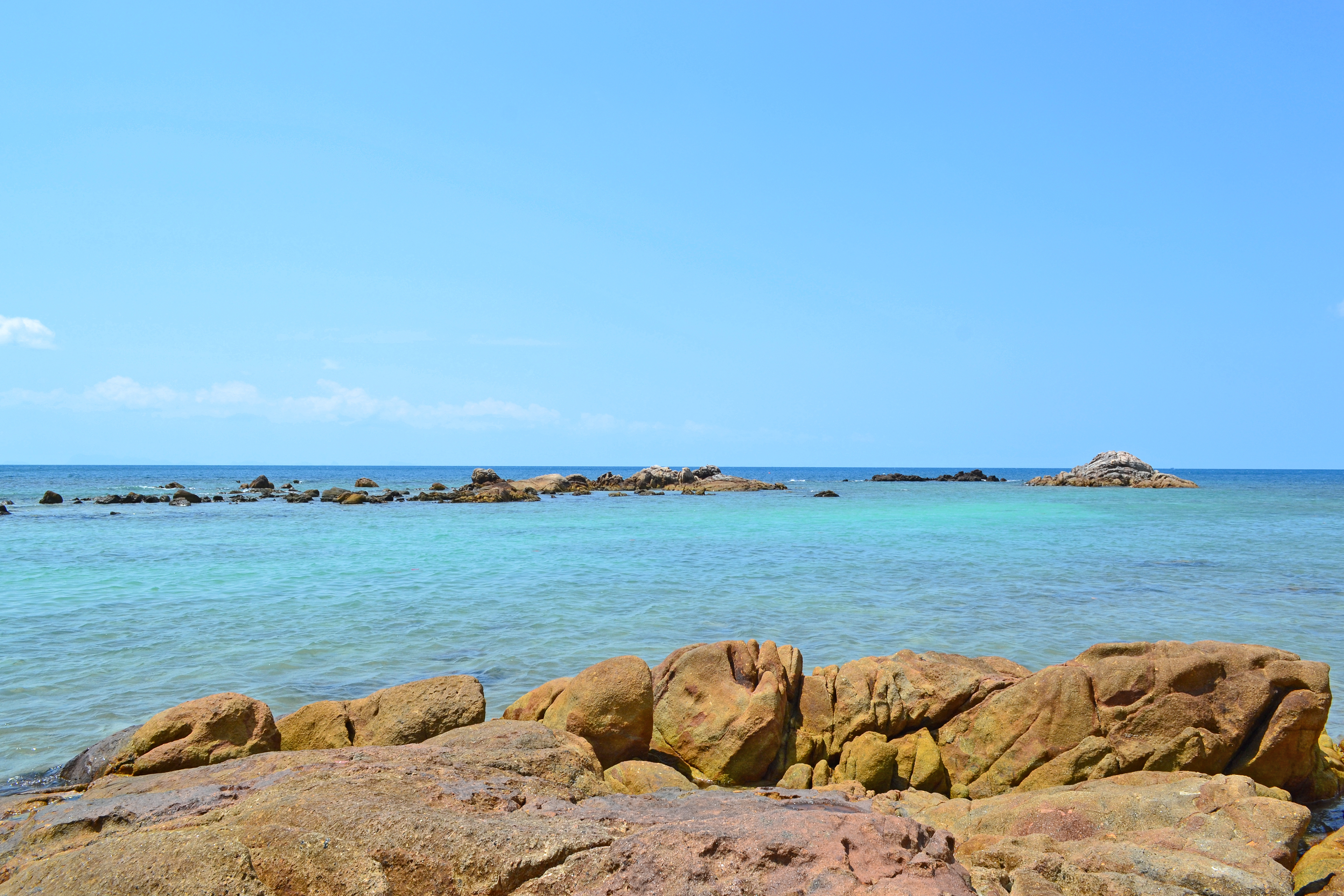
Між пляжем Чао Пао та Хаад Сон